# Fausto Sarli
Fausto Sarli (Napoli, 9 maggio 1927 – Roma, 9 dicembre 2010) è stato uno stilista d'alta moda italiano.
"Scultore dell'alta moda", "uno degli stilisti più creativi dell'haute couture italiana, ma anche uno dei creatori di moda più schivi e riservati, Sarli ha atelier a Roma, Milano, Napoli.

## Biografia
Debutta nel 1956 giovanissimo a soli 29 anni nell'alta moda con una sfilata nella Sala Bianca di Palazzo Pitti a Firenze.
Nel 1961 disegna i costumi per Mina nella trasmissione Giardini d'Inverno. Si conferma nel tempo stilista amato da artiste del calibro delle Gemelle Kessler, Ornella Vanoni, Carla Fracci, Valentina Cortese, Carla Bruni, Valeria Mazza, Carol Beker.
Per il cinema veste attrici come Liz Taylor negli anni Sessanta o Monica Bellucci, Eva Herzigová e Carol Alt negli anni Novanta. Le sue clienti sono però spesso mogli e figlie di politici di primo piano.
Negli anni '70 Sarli inizia la sua espansione nel mercato asiatico, in particolare quello giapponese, oltre che in Canada, Stati Uniti e Paesi del Golfo persico.
Nel 1984 nasce la linea Sarli Prèt a Pòrter.
Negli anni Novanta riceve premi e riconoscimenti nazionali e internazionali. I suoi 50 anni di attività sono festeggiati a Roma con una sfilata in piazza del Campidoglio, illuminata da Vittorio Storaro, dove gli viene consegnato il premio Marco Aurelio.
A partire dal 1998 ha restaurato il guardaroba di Eleonora Duse, esposto in mostra nei più importanti musei del mondo, tra cui il Guggenheim Museum di New York.
Nel 2003 il Comune di Napoli inaugura alla Fondazione Mondragone il Museo della Moda che espone stabilmente 50 preziosi abiti donati da Sarli alla sua città natale.
Nel 2010 riceve dalle mani del Sindaco del Comune di Roma Gianni Alemanno il premio della riproduzione della Lupa Capitolina nella sala Pietro da Cortona con la seguente motivazione: "al maestro dell'eccellenza dello stile italiano nel mondo", il Sindaco ha dichiarato, "un premio alla creatività e al genio di un grande stilista. Un premio che onora il maestro Fausto Sarli, la sua persona, al di là di ogni enfasi, di ogni retorica. Premiamo la sua creatività, l'eccellenza del nostro Made in Italy".
Alla sua morte viene ricordato in un messaggio di cordoglio dal Presidente della Repubblica Giorgio Napolitano come stilista universalmente apprezzato per l'originalità e alta qualità delle sue creazioni e per la particolare sobrietà e distinzione personale. Viene offerto dal Comune di Roma il Campidoglio come camera ardente .